# Peter Herel Raabenstein
Peter Herel Raabenstein (* 17. ledna 1967 Hradec Králové) je český malíř a konceptuální umělec. Žije a pracuje v Praze.

## Život
Ve svých 33 letech opustil Českou republiku a 15 let žil v Holandsku, kde chodil na malířskou školu Gerrit Rietveld Academie, absolvoval individuální studium klasické malby, historie umění a studiu barev u profesora Rudiho Koeglera.
Zakladatel Galerie Zátiší v Praze, která se zaměřuje na současné a moderní umění.
Je autorem unikátního malířského workshopu „Staň se malířem“ a autorem knihy Chess in Art.

## Red Blue Dimension

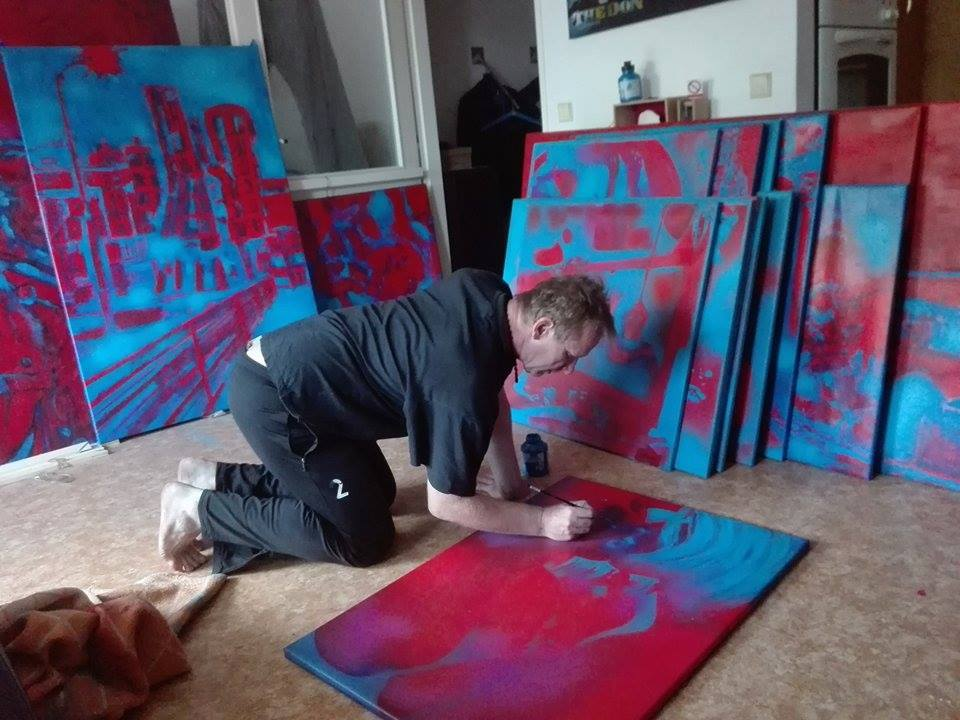
Před první vernisáží

Jedná se o zcela novou malířskou techniku.
Jak název napovídá, obrazy a instalace jsou zpracovány originální technikou založenou na dvou barvách – červené a modré. Jde o unikátní metodu, jež pracuje s optickými klamy, vrstvením barev a jejich pocitovými vlivy na člověka.
Raabenstein chtěl touto barevnou kombinací poukázat na vliv barev na náš mozek a naše myšlenky.
Přednáškou na toto téma zakončil úspěšnou výstavu na Akademii věd ČR.
Kombinace modré a červené se nikde v přírodě nevyskytuje a neexistuje studie, jakým způsobem na nás tato kombinace působí.
Červená barva je dráždivá a provokující, modrá naopak uklidňuje.
Velkou inspirací mu byla kniha básníka J. W. Goetheho Nauka o barvách (1810), ve které vlivy jednotlivých odstínů barev na člověka nevysvětluje vědecky, ale pocitově.
Výstava Red Blue Dimension na Akademii věd ČR a přednáška na téma „Vliv barev na náš mozek“

## „Nasaď si růžové brýle a uvidíš realitu“
Dílo působí na první pohled na hranici abstraktu, nicméně autor pracuje s optickým klamem, kdy se pod nánosem vrstev ukrývá skutečné dílo. To může divák spatřit pouze v okamžiku, kdy si nasadí na oči „růžové brýle“
V současné době využívá i působení LED světel, kterými lze tyto brýle nahradit a nainstalovat jako součást obrazu.